# Orthokohlensäuretetraethylester
Orthokohlensäuretetraethylester ist ein Orthokohlensäureester, der formal durch vollständige Ethylierung der in freiem Zustand instabilen Orthokohlensäure C(OH)4, entsteht. Orthokohlensäuretetraethylester C(OC2H5)4 wurde erstmals 1864 beschrieben.

## Gewinnung und Darstellung
Die Darstellung des Orthokohlensäuretetraethylesters aus dem hochgiftigen und als chemischer Kampfstoff im Ersten Weltkrieg eingesetzten Chlorpikrin ist literaturbekannt und erreicht lediglich Ausbeuten von 46–49 % bis 58 % d.Th.
Der wie beim homologen Orthokohlensäuretetramethylester naheliegende Syntheseweg aus Tetrachlorkohlenstoff liefert nicht das gewünschte Produkt.
Ausgehend vom im Vergleich zu Chlorpikrin weniger giftigen Trichloracetonitril können wie beim Orthokohlensäuretetraethylester deutlich (bis 85 % d.Th.) höhere Ausbeuten erzielt werden. Eine Alternative unter Umgehung problematischer Reaktanden stellt die Umsetzung von Dialkylzinn-dialkoxiden mit Schwefelkohlenstoff bei erhöhter Temperatur im Autoklaven dar:
Eine neuere Synthese geht direkt von Natriumethanolat, Zinn(IV)-chlorid und Schwefelkohlenstoff aus.

## Eigenschaften
Orthokohlensäuretetraethylester ist eine wasserklare, aromatisch bzw. fruchtig riechende Flüssigkeit, die unverträglich gegenüber starken Säuren und starken Basen ist.

## Verwendung
Orthokohlensäuretetraethylester kann als Lösungsmittel und zur Alkylierung CH-azider Verbindungen, z. B. Phenolen und Carbonsäuren eingesetzt werden. Daneben reagiert es mit Aminen, Enolethern, Sulfonamiden u. ä., wobei auch Spiroverbindungen erhalten werden können. Von gewissem industriellem Interesse sind Spiro-orthocarbonate (SOCs), die als Additive zur Verminderung der Schrumpfung bei der Polymerisation von Epoxiden Verwendung finden.